# مازووار (سقز)
قرية مازووار (بالكردية: مازووار) هي إحدى القرى التابعة لـذو الفقار في ريف قسم سرشيو من مقاطعة سقز، في محافظة كردستان الإيرانية.

## السكان
حسب إحصاءات سنة 2006، بلغ إجمالي السكان في مازووار 146 نسمة وعدد المساكن 28 مسكن. لغة سكان مازووار هي اللغة الكردية و هم من أهل السنة والجماعة والمذهب الشافعي.